# Мисичай
Мисичай (в верховьях — Духейнерцв, Дуичадаг) — река в России, протекает в Агульском районе Республики Дагестан. Длина реки составляет 14 км. Площадь водосборного бассейна — 42,7 км².
Начинается к югу от перевала Хулаанклухамаидан, течёт в южном направлении через село Миси. Устье реки находится в 58 км по левому берегу реки Чирагчай в селе Хутхул.
Основной приток — река Алдачай, впадает слева.

## Данные водного реестра
По данным государственного водного реестра России относится к Западно-Каспийскому бассейновому округу, водохозяйственный участок реки — Самур. Речной бассейн реки — Терек.
Код объекта в государственном водном реестре — 07030000412109300002675.